# 주디 셰코니
주디 셰코니(Judi Shekoni, 1982년 3월 31일 ~ )는 잉글랜드의 배우, 모델, 텔레비전 진행자이다.

## 출연 작품
- 말레피센트 2 (Maleficent: Mistress of Evil) - 슈라이크 역